# Летодедка Кириченко
Летодедка Кириченко (лат. Anormogomphus kiritshenkoi) — вид стрекоз рода Anormogomphus из семейства Дедки (Gomphidae). Видовое название дано в честь советского энтомолога Александра Николаевича Кириченко (1884—1971).

## Описание
Крупная стрекоза с очень светлой жёлтой окраской, почти полностью лишенная тёмных отметин на теле. В отличие от всех других видов семейства задний угол крыльев у самцов закруглен и не имеет вырезок. Яйцеклад у самок отсутствует и яйца они разбрасывают поодиночке при ударах концом брюшка по воде.

## Ареал и места обитания
Распространен в Передней Азии (Иран, Ирак), Афганистане, Узбекистане, Казахстане, Туркменистане.
На территории Казахстана — очень редкий вид (известен по единичным находкам), который встречается на юге страны. В Узбекистане вид обитает в низовьях реки Сурхандарья (у города Термез).
Стрекозы населяют долины равнинных и горных (500—1000 м н.у.м.) рек с быстрым течением.

## Биология
Время лёта — июнь-июль.
Личинки развиваются на протяжении не менее двух лет в горных и равнинных реках с быстрым течением. Личинки питаются мелкими членистоногими.

## Охрана
Вид включен в Красную книгу Казахстана и Красную книгу Узбекистана. На численности вида в этих странах пагубно сказывается загрязнение водоемов, изменения стока рек при гидростроительстве и мелиоративных работах.